# Vincenzo Alfieri
Vincenzo Alfieri (Salerno, 6 febbraio 1986) è un attore, regista, sceneggiatore e montatore italiano.

## Biografia
Si trasferisce a Roma a 16 anni per frequentare diversi corsi di recitazione. Comincia da subito a scrivere sceneggiature e a sviluppare interesse per la regia. Realizza così alcuni piccoli cortometraggi ancora ventenne. Oltre che in Italia, ha studiato recitazione e regia a New York e a Los Angeles. Si laurea in Economia e successivamente anche in Scienze Politiche. Dopo una carriera già avviata come attore, intraprende quella da regista, dirigendo la web serie Forse sono io (in cui compare anche come attore, sceneggiatore e montatore), che ottiene un buon riscontro sul web, tanto da essere successivamente trasmessa su MTV, diventando così una delle poche web serie ad essere poi destinate al pubblico televisivo. Lo nota poi la Ford, che gli affida la campagna pubblicitaria della nuova Ford Ka per il web e nel 2014 dirige il corto fantascientifico Memories, che vince numerosi premi
Nel 2013 è il protagonista nel film Niente può fermarci, in cui interpreta un ragazzo affetto dalla sindrome di Tourette. Dal 2019 ha realizzato i film I peggiori, Gli uomini d'oro e Ai confini del male. Ha inoltre realizzato i due cortometraggi All Star per il ritorno al cinema post pandemia patrocinati dal ministero della cultura e che hanno visto la partecipazione di alcuni degli attori più importanti italiani come Pierfrancesco Favino, Tony Servillo, Elio Germano, Benedetta Porcaroli, Edoardo Leo, Christian De Sica, Anna Foglietta, Giulia Michelini, Sara Serraiocco, Lillo Petrolo, Paolo Calabresi, Barbara Bobulova, Claudia Napolitano, Alice Pagani, Michele Placido, Luka Zunic, Vittoria Puccini, Aurora Giovinazzo, Alessandro Siani, Ficarra e Picone, Alba Rohrwacher, Jasmine Trinca, Ilenia Pastorelli.
Insieme alla sorella Rossella, è cofondatore della compagnia di produzione cinematografica Guinesia Pictures e della società di post produzione Cit Studio.

## Filmografia

### Attore

#### Cinema
- Il cuore altrove, regia di Pupi Avati (2005)
- Nemici per la pelle, regia di Rossella Drudi (2006)
- Questa notte è ancora nostra, regia di Paolo Genovese e Luca Miniero (2008)
- Ex, regia di Fausto Brizzi (2009)
- Manuale d'amore 3, regia di Giovanni Veronesi (2010)
- Niente può fermarci, regia di Luigi Cecinelli (2013)
- I peggiori, regia di Vincenzo Alfieri (2017)
- Metti la nonna in freezer, regia di Giuseppe G. Stasi e Giancarlo Fontana (2018) - non accreditato
- Bentornato Presidente, regia di Giuseppe G. Stasi e Giancarlo Fontana (2019) - non accreditato

#### Televisione
- La signora delle camelie, regia di Lodovico Gasparini - Miniserie TV - Canale 5 (2005)
- Carabinieri - Sotto copertura, regia di Raffaele Mertes - Miniserie TV - Canale 5 (2005)
- Incantesimo 8, regia di Tomaso Sherman - Serie TV - Rai Uno (2006)
- La freccia nera, regia di Fabrizio Costa - Miniserie TV - Canale 5 (2006)
- Gente di mare - Serie TV - Rai Uno - Episodio: L'asta del pesce, regia di Giorgio Serafini (2007)
- Caravaggio, regia di Angelo Longoni - Miniserie TV - Rai Uno (2007)
- Incantesimo 9-10, registi vari - Soap opera - Rai Uno (2007-2008)
- Don Matteo 7, regia di Giulio Base e Lodovico Gasparini - Serie TV - Rai Uno (2009)
- Sant'Agostino, regia di Christian Duguay - Miniserie TV (2010)
- Mia madre, regia di Ricky Tognazzi - Miniserie TV (2010)
- Distretto di Polizia 10, regia di Alberto Ferrari - Serie TV (2010)
- Rex, regia di Andrea Costantini - Serie TV (2010)
- Che Dio ci aiuti, regia di Francesco Vicario - Serie TV (2011)
- La vita che corre, regia di Fabrizio Costa - Miniserie TV (2011)
- Il generale dei briganti, regia di Paolo Poeti - Miniserie TV (2011)
- Titanic - Nascita di una leggenda, regia di Ciaran Donnelly - serie TV, 6 episodi (2012)
- Adriano Olivetti - La forza di un sogno, regia di Michele Soavi (2013)
- I segreti di Borgo Larici, regia di Alessandro Capone - serie TV (2013)
- Solo per amore - Destini incrociati, regia di Raffaele Mertes e Daniele Falleri (2017)
- The Bad Guy, regia di Giancarlo Fontana e Giuseppe Stasi - serie Prime Video, 4 episodi (2022)
- Shake, regia di Giulia Gandini – serie TV (2023)

#### Web series
- Stuck - The Chronicles of David Rea, regia di Ivan Silvestrini (2012)
- Zoe, regia di Ivan Silvestrini (2013)
- Forse sono io, regia di Vincenzo Alfieri (2013)
- Una grande famiglia - 20 anni prima, regia di Ivan Silvestrini
- F*ck the Zombies, regia di Daniele Barbiero (2014)
- Forse sono io 2, regia di Vincenzo Alfieri (2015)
- Agent Never (2015)

#### Videoclip
- Mirkoeilcane - Profili (a)sociali (2015)
- Cosma - Must Be Me (2016)
- Cosma - Forse sono io (2014)
- Mirkoeilcane - Epurestestate (2017)
- Mirkoeilcane - Stiamo tutti bene (2018)

#### Spot
- Ford Ka, Nutella, Cioccolatini Amorino.

#### Cortometraggi
- La rabbia (2006)
- Closer, regia di Angelo Licata (2013)
- Memories, regia di Vincenzo Alfieri (2014)
- Agent Never (2015)
- Il lato oscuro, regia di Vincenzo Alfieri (2016)

### Regista
- I peggiori (2017)
- Gli uomini d'oro (2019)
- Ai confini del male (2021)
- Il corpo (2024)

### Sceneggiatore
- I peggiori (2017)
- Gli uomini d'oro (2019)
- Ai confini del male (2021)
- Dedalus (2024)

### Montatore
- I peggiori (2017)
- Gli uomini d'oro (2019)
- Ai confini del male (2021)
- Shake
- La coda del diavolo (2024)

## Premi e riconoscimenti
- Ciak d'oro - 2024[1]
  - Candidatura a miglior regista - Il corpo